# ゴンネーザ
ゴンネーザ（イタリア語: Gonnesa）は、イタリア共和国サルデーニャ州南サルデーニャ県にある、人口約4,900人の基礎自治体（コムーネ）。

## 地理

### 位置・広がり

#### 隣接コムーネ
隣接するコムーネは以下の通り。
- カルボーニア
- イグレージアス
- ポルトスクーゾ

## 行政

### 分離集落
ゴンネーザには、以下の分離集落（フラツィオーネ）がある。
- Fontanamare, Normann, Nuraxi Figus, Stazione Monteponi, Terras Collu